# HELLP-syndroom
Het HELLP-syndroom of Hellp-syndroom is een complicatie die soms bij (menselijke) zwangerschap optreedt. HELLP is een acroniem van Hemolysis Elevated Liver enzymes and Low Platelets (hemolyse, verhoogde leverenzymen, en weinig bloedplaatjes). Dit staat voor een afbraak van rode bloedcellen, een verstoorde leverfunctie en een tekort aan bloedplaatjes.

## Complicatie
HELLP is een zwangerschapscomplicatie die meestal pas na de 22-24e week van de zwangerschap ontstaat. In sommige gevallen gaat een pre-eclampsie over in HELLP, in andere gevallen ontstaat HELLP plotseling uit een gezonde zwangerschap. De kritieke periode is tot 48 uur na de bevalling. Dertig procent van de HELLP-patiënten krijgt de aandoening pas in het kraambed, meestal in de eerste 2 maar soms zelfs tot 8 dagen na de bevalling. De aandoening komt naar schatting voor bij ongeveer 1 op de 1000 zwangerschappen; relatief vaker bij vrouwen die een eerste kind verwachten of die een volgend kind krijgen bij een andere man. HELLP is alleen door bloedonderzoek vast te stellen.

## Symptomen
De klachten die optreden zijn dezelfde klachten als bij het ontstaan van een pre-eclampsie
(NB: tussen haakjes, het percentage van voorkomen van het symptoom bij het HELLP-syndroom):
- verhoogde diastolische bloeddruk (70%);
- misselijkheid en/of braken (50-85%);
- pijnlijk band-gevoel in de bovenbuik ter hoogte van de lever (85-95%);
- hoofdpijn (50%);
- vocht vasthouden in de vorm van perifeer oedeem (55-65%);
- eiwituitscheiding in de urine (85-95%) en
- tintelende vingers.

## Diagnose HELLP-syndroom
De diagnose is alleen te stellen door middel van laboratoriumonderzoek. Daarom is ook bij optreden van bovenstaande klachten bloedonderzoek noodzakelijk om vast te stellen of er een pre-eclampsie met een complicerende HELLP ontstaat. Verder is het van belang om de ernst, die veelal samengaat met de ernst van de bloedafwijkingen, van HELLP-syndroom in te schatten.
- hemoglobinegehalte;
- leverenzymen;
- nierfunctie en
- stollingsonderzoek.

## Behandeling
Bij vermoeden van het HELLP-syndroom is een ziekenhuisopname geïndiceerd omdat de aandoening zowel voor moeder als kind potentieel levensbedreigend is.
- In eerste instantie zal bedrust worden voorgeschreven. Bedrust laat de bloeddruk niet dalen, maar zorgt er wel voor dat alle energie de baby ten goede komt. Ook komt het lichaam van de vrouw tot rust.
- Medicatie die de bloeddruk onder controle houdt is noodzakelijk.
- Vaak zal het nodig zijn het kind eerder geboren te laten worden, door middel van door een keizersnede of een inleiding. Dat is nodig omdat de placenta de oorzaak van het ontstaan van het HELLP-syndroom is. Er is geen medicijn of dieet dat het HELLP-syndroom kan verbeteren dan wel kan voorkomen. Bevallen is de enige oplossing om het syndroom te beëindigen.

## Mortaliteit
Soms komt een kind te overlijden. Soms overlijdt een vrouw in het kraambed. In Nederland is de sterfte in het kraambed 4 op 100.000 barenden en wordt 75% van de sterftegevallen in het kraambed veroorzaakt door HELLP of pre-eclampsie.

## Nazorg
Nazorg is belangrijk. Zowel HELLP als pre-eclampsie hebben een enorme invloed op het leven van de vrouw, haar partner en andere kinderen. De klachten, bedrust en een vroeggeboorte en soms het verlies van een kind laten bij hen diepe indruk achter. Lichamelijke klachten na de bevalling die ontstaan zijn als gevolg van HELLP blijven lang bestaan, in de meerderheid van de gevallen tot 1 jaar na de bevalling. Psychische klachten kunnen veel langer blijven bestaan. Contact met lotgenoten geeft herkenning en kan helpen bij de verwerking van de gebeurtenissen.